# Popbar
A Popbar é uma cadeia americana de restaurantes de picolé com 16 restaurantes, localizados principalmente na costa leste dos Estados Unidos. Foi fundada em 2010 e vende gelato em palitos.

## História
A primeira loja da rede foi inaugurada em 2010, no bairro de West Village, em Nova Iorque. Foi fundada por Reuben BenJehuda, natural de Milão, e Daniel Yaghoubi, natural de Hamburgo. Ambos eram fãs de gelato e queriam tornar a sobremesa personalizável. A sua primeira localização na Costa Oeste foi na Anaheim Packing House em Anaheim, Califórnia, inaugurada em maio de 2014. A sua primeira localização fora da América do Norte foi aberta em Lisboa, em Portugal, em 2019. Em 2020, a empresa abriu uma unidade de produção em Midtown Manhattan.

## Cardápio
O Popbar serve exclusivamente sobremesas. É conhecido pelos seus gelatos popGelato, que vêm em 32 sabores, não incluindo 3 veganos. A cadeia também oferece variedades de iogurte e sorvete de fruta. Os clientes também podem optar por mergulhar o seu picolé em várias coberturas de chocolate. Por fim, é possível colocar toppings na sobremesa. Outras variações do popGelato incluem o gelatoShake, um milkshake e chocolate quente num palito. Os popbars normais pesam cerca de 85 g (3 oz), e também são vendidas versões em miniatura, que são feitas em lotes de 26.
Em 2015, o Popbar vendeu gelado ensanduichado entre um rolo, semelhante a uma sanduíche de sorvete, como oferta sazonal especial exclusivamente na sua localização em Nova Iorque. Em 2022, estabeleceu uma parceria com a Oscar Mayer para lançar o "Cold Dog", um sorvete com sabor a cachorro-quente.

## Locais
Em 2024, o Popbar tinha 16 locais em 8 estados, 7 dos quais na Costa Leste. O estado com o maior número de locais, no entanto, é o único local ocidental: Califórnia. Existem também localizações singulares em Winnipeg no Canadá e Lisboa em Portugal. As próximas localizações incluem expansões para os estados da Carolina do Sul e Michigan.